# Heanor
Heanor è una cittadina di 23 000 abitanti della contea del Derbyshire, in Inghilterra. Fa parte della parrocchia civile di Heanor and Loscoe.